# 保守政治活動協議会

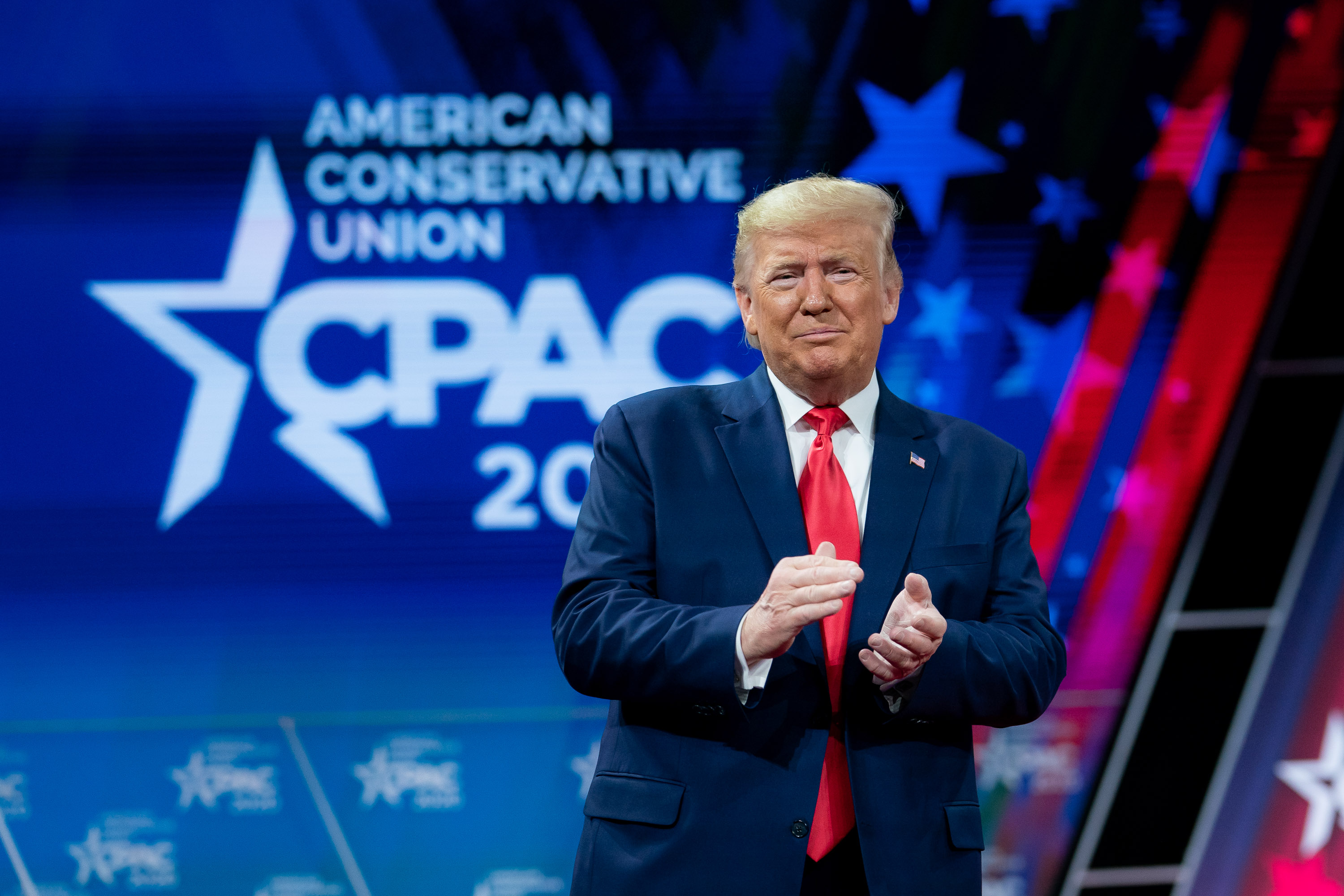
2020年の全米大会でスピーチしたドナルド・トランプ

保守政治活動協議会または保守政治行動会議と訳される　The Conservative Political Action Conference (CPAC; [ˈsiːpæk] SEE-pak)は、American Conservative Union (ACU).が主催し、100を超える他組織が参画し、全米の保守主義の活動家・政治家が出席する、年に1度のスピーチ討論会である。